# Зорина, Нина Ивановна
Ни́на Ива́новна Зо́рина (1 октября 1932, Алексеевка, Моркинский район, Марийская автономная область, Горьковский край, РСФСР, СССР ― 13 октября 2008, Петровское, Моркинский район, Марий Эл, Россия) — рабочая, бригадир лесокультурных работ лесного питомника Алексеевского лесничества Моркинского межлесхоза Марийской АССР (1961―1987). Лауреат Государственной премии СССР (1984).

## Биография
Родилась 1 октября 1932 года в дер. Алексеевка ныне Моркинского района Марий Эл в бедной крестьянской семье.
Окончила среднюю школу в родной деревне. В 1949―1953 годах работала разнорабочей в лесопункте с. Петровское родного района.
В 1961—1987 годах — рабочая, бригадир  лесокультурных работ лесного питомника Алексеевского лесничества Моркинского межлесхоза Марийской АССР. Была известна как специалист в области лесоразведения и бригадир лучшей лесокультурной бригады лесного хозяйства СССР. За годы одиннадцатой пятилетки ей выращено около сорока миллионов штук стандартного посадочного материала при плане тридцать шесть! В 1984 году присуждена Государственная премия СССР. 
Избиралась депутатом местного сельского Совета, членом профкома Моркинского лесхоза, возглавляла комиссию по пенсионным вопросам.
Ушла из жизни 13 октября 2008 года в с. Петровское Моркинского района Марий Эл, похоронена на родине. 

## Трудовые награды
- Государственная премия СССР (1 ноября 1984)[2] — за большой личный вклад в улучшение использования лесных ресурсов

## Память
Её имя записано в Книгу Почёта Гослесхоза СССР. 